# IPhone 5c
El iPhone 5c es un teléfono inteligente de gama alta (una versión económicamente accesible) desarrollado por Apple Inc. Fue anunciado el 10 de septiembre de 2013 como uno de los sucesores del iPhone 5, junto al iPhone 5s. Posee las mismas características de hardware que su predecesor, pero a diferencia del iPhone 5, el material de la cubierta trasera está hecha de policarbonato. Se suponía que esta versión de iPhone iba a ser distribuido a más bajo costo que su línea corriente, para así hacerlo más posible de conseguir en los mercados grandes y también dar una oportunidad a los mercados emergentes. Sin embargo, el precio de estos teléfonos fue similar a los de sus predecesores, siendo criticados por no lograr su objetivo en países como China, donde el precio siguió siendo elevado y difícil de costear.

## Especificaciones

### Hardware
El iPhone 5c tiene un procesador A6 de doble núcleo, utilizado en la generación anterior del iPhone, con una velocidad de 1,3 GHz. Apple anunció durante el Keynote de 2013 que el iPhone 5c usaría la mayoría de los componentes internos que se utilizaron en el iPhone 5, a excepción de la batería (la cual es de mayor duración) y las antenas, rediseñadas y adaptadas al cuerpo de plástico, logrando mayor cobertura de bandas LTE que cualquier otro teléfono inteligente, según Apple es un "iPhone 5" pero de plástico.
Es compatible con las redes 2G, 3G y con 4G (LTE). Cuenta con una pantalla LCD IPS (Retroiluminación LED), Retina Display, 1136*640 px, 4" (326 PPI), 1 contraste, 1 cd/m2 brillo máximo. Tiene una entrada 3,5 mm jack y altavoz estéreo. Hay 3 versiones de memoria interna distintas, de 8, 16 y 32 GB (No expandibles). Conexiones W-LAN - 802.11a/b/g/n, GPS - aGPS y GLONASS, BlueTooth - v4.0 y el nuevo conector Lightning.
Tiene una cámara de 8 Mpx (trasera), ƒ/2,4 apertura, lente de cinco elementos, con Flash LED y 1,2 Mpx en la delantera. Grabación 1080p (Full HD) a 30 fps, autoenfoque, geoetiquetado, y vídeo estabilizador.

#### Colores
Cabe destacar que este fue el primer iPhone en implementar 5 colores diferentes a los ya tradicionales negro y blanco, ya que viene en blanco, rosa, amarillo, verde y azul celeste.

### Software
El iPhone 5c se estrenó con el sistema operativo móvil iOS 7. La interfaz de usuario de este sistema operativo se basa en el concepto de la manipulación directa, mediante gestos multitáctiles, tales como deslizamientos, switches, botones, golpeteos, pellizcos, entre otros. Algunas aplicaciones utilizan los acelerómetros internos respondiendo a las rotaciones y agitaciones. 
El iPhone 5c es compatible con la versión de sistema iOS 10, la misma con la que cuenta el iPhone 5. La actualización vigente es iOS 12, aunque debido a las características del hardware, sólo el iPhone 5s ha recibido la actualización.